# Jan Steinhauser
Jan Rudolf Steinhauser (* 20. September 1944 in Nijmegen; † 28. November 2022 in Amsterdam) war ein niederländischer Ruderer.

## Biografie
Jan Steinhauser belegte bei den Olympischen Spielen 1968 mit der niederländischen Crew in der Achter-Regatta den achten Platz.
Er startete für die Amsterdamsche Studenten Roeivereeniging Nereus.